# 替え玉受験
替え玉受験（かえだまじゅけん）とは、受験者以外の者が受験者本人になりすまして試験を受けることである。
大学入学試験のほか、国家試験などの試験でも発覚している（下述）。大学では入学試験以外でも定期試験で本人になりすますケースがあることから、入学試験と同様に本人確認を厳しく行う大学も現れている。
これが発覚すると失格になる。その大学の関係者（学生または教職員）が入試において替え玉となり受験者になりすまして受験したり、その他の加担（受験票をひそかに差し替えるなど）を行ったりした場合、その人も退学や解雇などの処分を受ける場合もある。受験票を偽造したり差し替えたりするほか、受験者になりすました人が本来の受験者の名で署名し、答案を作成し、提出することになるため、有印私文書偽造・行使などの刑事責任が問われることもある（例：東京高等裁判所平成5年4月5日判決 (PDF) ）。
替え玉受験は、英語で一般的に「proxy test-taking」（『身代わり受験』の意味）と呼ばれる。 
科挙では替え玉受験防止のため、会試覆試という予備試験を実施して受験生の人相を確認していた。 

## 実際の例

### 入試試験
- 似鳥昭雄は、替え玉受験により短大入学したことを自著で告白している[1]。
- 1975年の津田塾大学の入試で、受験生の父親である英語教師が女装して替え玉受験した[2]。
- 1991年の明治大学の入学試験で、なべおさみの息子（なべやかん[3]）ら20人の替え玉受験が発覚、明大野球部元監督ら3人が逮捕された[4]。
- 2009年の中央大学理工学部の入学試験で、ある志願者が自身と替え玉受験者の証明写真を、パソコンに取り込んで合成写真を作り受験票に貼り、2人のどちらにも見えるよう工作していたことが発覚した[5]。
- 大学入試センター試験では、2008年に東京海洋大学試験場、2010年に京都橘大学試験場において、替え玉受験が発覚している[6]。

### 運転免許・資格試験
- アマチュア無線技士（電信級・電話級）の試験で替え玉受験などの不正問題が深刻化。1976年（昭和51年）、郵政省が試験を実施していた日本アマチュア無線連盟に対して書面で注意した[7]。
- 1961年には、自動車運転免許の替え玉受験を請け負う「免許屋」の存在が話題となった[8]。
- 2008年、建築施工管理技士試験で、資格学校の職員が関与する大規模な替え玉受験が行われたことが発覚している[9]。
- 2009年、配置薬販売業の社長が、髪形を変えるなどして自分の息子に成り済まし、登録販売者の資格試験を、息子の代わりに替え玉受験していた事例が発覚している[10]。
- 2種免許は国際運転免許証の対象外であると同時に、トラック物流と違い、旅客営業用のため日本語でのコミュニケーション能力が求められ、学科試験は日本語のみのため日本語が理解出来ないと合格が難しく、普通2種でも外国人では合格取得までに1年83回(平均週2回受験)も不合格と言う事例もあった[11]。そのため、2012年4月に関越自動車道高速バス居眠り運転事故を起こした中国人運転手は日本語が拙い状態で通訳が必要だったことから不正取得、替え玉受験が疑われた[12]。
- 2014年に韓国で、TOEFLやGREで報酬を受け取り替え玉受験をした中国人4名に対して、執行猶予2年で懲役1年または懲役8ヶ月の判決がくだされた[13]。
- 2014年2月に体罰により公認スポーツ指導員資格を取り消された浜松日体中学校・高等学校の元バレーボール部監督が、再取得を目論み、2018年11月の共通科目の検定試験を替え玉受験させており、2019年6月3日付で、受講取消処分が下された[14]。
- 外国人労働者の在留資格の一つである特定技能などの取得に必要となる日本語試験において、替え玉受験のため他人の在留カードを不正使用したとして、2024年にベトナム国籍の女性2人が入管難民法違反容疑で逮捕されている。同一人物が複数申し込んでおり、組織的に行われているものと見られている[15]。

### 入社試験
- 各企業が入社試験の一部として、ウェブサイト上で行っている一般常識試験や適性試験において、十分な本人確認がされていないため、替え玉受験に手を染める学生が相次いでいる[16]。
- 2022年には企業が就活生の基礎学力を確認するために実施したオンラインの試験を有償で代行していた者が、私電磁的記録不正作出・同供用の容疑で逮捕され翌年、有罪判決を受けた[17]。依頼者も書類送検された[17]。この場合、企業によっては解雇などの懲戒処分になる可能性もある[18]